# Partit Nacionalista de la Democràcia
El Partit Nacionalista de la Democràcia (turc Milliyetçi Demokrasi Partisi, MDP) fou un partit polític de Turquia fundat el 16 de maig de 1983 pel general retirat Turgut Sunalp, d'orientació nacionalista i de centredreta. Tot i que va rebre un suport força important del govern de la junta militar turca establida després del cop d'estat de 1980 a Turquia, fou el tercer dels tres partits que es presentaven a les eleccions legislatives turques de 1983, amb el 23,71% dels vots i 71 escons. Malgrat aquest fracàs, va intentar fer d'oposició al govern de Turgut Özal, però el partit va decaure i el 4 de maig de 1986 es va dissoldre. Molts dels seus afiliats van ingressar al Partit de la Mare Pàtria o al Partit de la Recta Via, tot i que Sunalp i alguns partidaris seus van romandre com a diputats independents fins a les eleccions de 1987.